# Mykolaïvka (raïon de Donetsk)
Mykolaïvka (ukrainien : Миколаївка, russe : Николаевка, Nikolaïevka) est une commune urbaine de l'oblast de Donetsk, en Ukraine. Elle compte 116 habitants en 2021.

## Géographie
La commune est baignée par la rivière Krynka, un affluent du fleuve côtier Mious, qui se jette dans la mer d'Azov. Elle accolée au sud-ouest à la ville de Zouhres.